# Андронікашвілі Костянтин Йосипович
Костянтин Йосипович Андронікашвілі (груз. კონსტანტინე იოსების ძე ანდრონიკაშვილი; 1887, Кварелі — 1954, Тбілісі) — грузинський радянський режисер і театральний педагог; драматург і перекладач.

## Біографія
Народився 8 грудня (20 грудня за новим стилем) 1887 року.
У 1906—1910 роках навчався в Парижі в Сорбонні на літературному факультеті. Одночасно працював у театрі «одеон» у Андре Антуана, де вивчав режисуру.
У 1911—1931 роках працював режисером у різних театрах Грузії. У 1931—1945 роках — в театрах СРСР (Горький, Куйбишев та інші), зокрема у Саратовському театрі драми.
З 1945 року Андронікашвілі викладав акторську майстерність у Тбіліському театральному інституті (з 1947 — професор). одночасно працював режисером у театрі ім. Марджанішвілі.
Автор кількох п'єс. Переклав на грузинську мову п'єси Софокла, Мольєра, Лопе де Вега та ін.
Помер 2 липня 1954 року.

## Нагороди
- Заслужений діяч мистецтв Грузинської РСР (1950).